# Democrazia Cristiana (2002)
La Democrazia Cristiana (DC) è un partito politico italiano fondato da Giuseppe Alessi il 9 giugno 2002.
Nonostante i risultati elettorali raramente in linea con le attese, ha sempre rivendicato l'eredità culturale e programmatica dell'omonima formazione attiva fino al 1994.
Nel 2013 alcuni dirigenti e il segretario Giuseppe Pizza hanno aderito a Forza Italia.

## Storia

### La riorganizzazione del partito
Il 20 giugno 2001, un gruppo di iscritti alla DC al 31 dicembre 1993 (ultimo anno valido di tesseramento al partito) scrisse ad Alessandro Duce (ultimo segretario amministrativo della DC, in carica dal 21 al 29 gennaio 1994, salvo diventare tesoriere del PPI e del CDU) chiedendo di convocare una nuova assemblea degli iscritti per "discutere il destino futuro della DC" e contrastare la dispersione dei beni materiali e immateriali della DC, con la convinzione che, in mancanza di una delibera di scioglimento, quel partito fosse ancora in vita. A metà dicembre Duce presentò una citazione al Tribunale civile di Roma ed ottenne dall'allora Presidente del tribunale Luigi Scotti la notifica, per pubblici proclami, a tutti i componenti del consiglio nazionale della Democrazia Cristiana eletti in occasione del 18º congresso, attraverso pubblicazione sulla Gazzetta Ufficiale il 4 febbraio 2002.
Lo scopo era quello di accertare e dichiarare che non vi fossero stati atti deliberativi di scioglimento della Democrazia Cristiana e che il legale rappresentante di tale partito, pur in stato di prorogatio, fosse ancora lo stesso Duce.
Duce venne acclamato segretario politico del partito il 16 marzo 2002, ma dopo pochi giorni il Tribunale stabilì che le delibere che avevano cambiato nome alla DC erano legittime e quindi che non ci fosse alcun partito "dormiente" dal 1994. Le vicende giuridiche dell'ex Democrazia Cristiana riguardavano così solo il PPI e il CDU, mentre Duce, usando il vecchio nome e simbolo del partito, aveva violato un accordo che anche lui aveva sottoscritto nel 1999 (accordo transattivo del 12 ottobre 1999 tra Ppi e Cdu, a definizione del procedimento R.G.58293/1995 davanti al Tribunale di Roma che confermava gli accordi precedenti, sanciva il reciproco riconoscimento a favore dei due partiti, della titolarità del nome e del simbolo della "Democrazia Cristiana" e impegnava entrambi i contraenti a non far uso della denominazione ed a impedire a nuove formazioni politiche di fregiarsi del nome o del simbolo della DC).
Il partito continuò comunque il suo processo di riorganizzazione e nel giugno 2002 una partecipata assemblea nominò Carlo Senaldi alla Presidenza del partito, mentre il friulano Angelo Sandri (già a fianco di Piccoli, Senaldi e Duce) divenne segretario.
Dal 5 al 7 dicembre 2003 venne inoltre celebrato il XIX congresso nazionale in cui emerse la figura di Giuseppe Pizza, eletto Segretario nazionale e di Aniello Di Vuolo eletto Vice Segretario nazionale.

### La rottura Pizza-Sandri

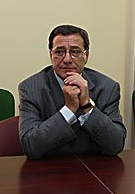
Giuseppe Pizza

Pizza critica immediatamente l'UDC, attuale detentore dello Scudo Crociato.
In occasione delle elezioni europee del 2004 il partito, momentaneamente impossibilitato a presentarsi con lo storico simbolo, esibisce una bandiera bianca situata su uno scudo rosso, denominata Paese Nuovo. La formazione consegue lo 0,24%, pari a 78.000 voti, concentrati per lo più nella circoscrizione meridionale e in Sicilia; la formazione ottiene il maggior numero di consensi in provincia di Messina (1,66%).
Dinanzi a tale insuccesso, una componente del partito che fa capo ad Angelo Sandri sottolinea l'esigenza di una netta discontinuità nell'azione politica: Sandri, pur essendo egli stesso candidato, giudica sbagliata la scelta effettuata dal segretario Pizza di presentare la DC alle Europee con il simbolo di Paese Nuovo, inoltre contesta la scelta di una linea politica di progressivo avvicinamento al centrosinistra che infatti la dirigenza vuole intraprendere.
Il 24 luglio del 2004, un mese dopo le elezioni, l'Assemblea degli iscritti sfiducia Pizza e nomina Sandri coordinatore nazionale della DC. Pizza tuttavia non ritiene valida tale sfiducia, continuando a ritenersi segretario del partito, ed espelle Sandri per aver compiuto e continuato a compiere gravi violazioni dei doveri morali e politici. Sandri fonda così la Democrazia Cristiana-Scudo Crociato-Libertas.

### Politiche 2006 conL'Unione
In occasione delle elezioni politiche del 2006, la DC, coerentemente con la linea avanzata dal segretario Pizza, sceglie di aderire all'Unione, la coalizione di centro-sinistra guidata da Romano Prodi, che poi vincerà le elezioni.
Il partito si presenta in una lista unitaria con la Lista Consumatori e il movimento Doveri Civici, ricevendo anche l'appoggio del Partito Democratico Meridionale di Agazio Loiero e del Partito Democratico Cristiano di Gianni Prandini: la lista si presenta nella competizione per la Camera e per il Senato, ma non in tutte le circoscrizioni, a causa dei problemi di raccolta delle firme.
La lista unitaria ottiene risultati significativi solo in Calabria, regione in cui supera il 5% dei voti e riesce ad eleggere un senatore, l'esponente del Partito Democratico Meridionale Pietro Fuda.

### Progetti di riunificazione, successivamente mancata
In seguito alle elezioni politiche e alla luce del comune impegno a favore del No al referendum costituzionale del 2006, il gruppo di Sandri, per intercessione del Vice Segretario politico Aniello Di Vuolo, si riavvicina alla DC di Pizza, evidenziando la necessità di creare un'alternativa inequivocabilmente moderata.
Le due DC celebrano il loro accordo a giugno del 2006, dopo un incontro nella storica sede di Piazza del Gesù, deliberando la costituzione di una commissione paritetica per elaborare una piattaforma politica comune, per individuare un regolamento condiviso, dare avvio a un tesseramento comune e arrivare, entro il 2006, a un congresso unitario.
I due soggetti, inoltre, decidono di considerarsi un unico soggetto politico di fronte alle pendenze giudiziarie sulla tutela del nome e del simbolo della DC.
In un primo momento, dunque, si stabilisce un duumvirato nella guida del partito tra Pizza e Sandri.
L'accordo, tuttavia, svanisce a novembre del 2006, quando si verifica l'episodio-culmine per la DC: il suo riconoscimento quale legittima erede, a livello politico ed anche sul piano patrimoniale, della DC storica e l'estromissione di Angelo Sandri dalla vicenda democristiana.

### La "sentenza Manzo" e il XX Congresso
Nel 2006, il Tribunale di Roma, dovendo esprimersi su un ricorso presentato dall'UDC nel 2003 contro la DC, estromette la DC di Sandri dal contenzioso e ritiene che DC di Pizza sia «unico soggetto legittimato per parte attrice» (sentenza n. 19381 del 2006, cd. "sentenza Manzo"), considerando di fatto l'atteggiamento di Sandri e di chi lo ha eletto coordinatore nazionale e poi segretario al pari di una scissione. La sentenza condanna inoltre l'originario CDU di Buttiglione (che nel frattempo era confluito nell'UDC) a cessare ogni molestia nei confronti dell'attore (la DC di Pizza) in ordine all'uso in qualunque sede del nome “Democrazia Cristiana” e del simbolo costituito da uno Scudo Crociato con la scritta Libertas.
Forte di tale riconoscimento, la DC di Pizza supera le esigenze di unità e riprende un atteggiamento di scontro, reciproco, con Sandri, che rimane ufficialmente fuori dal soggetto politico dotato di riconoscimento giuridico quale prosecuzione della DC storica.
Il XX Congresso si svolge il 18 e 19 novembre 2006 a Roma, dove i delegati rieleggono, all'unanimità, Giuseppe Pizza alla carica di Segretario politico nazionale e Aniello Di Vuolo a Vice-Segretario politico nazionale. Alla convention partecipano, tra l'altro, il Presidente del Consiglio Romano Prodi e vari esponenti di entrambi gli schieramenti.
Tema centrale del congresso è il rilancio della DC, che da questo momento può utilizzare i simboli e le insegne che appartengono alla sua storia, e le sue prospettive future. Il segretario Pizza coglie l'occasione per parlare del vero e proprio ritorno di "un partito grande, libero e forte", rimarcando il contributo determinante della DC per la vittoria del centrosinistra alle elezioni politiche del 2006.
Il congresso conferma la collocazione del partito nella coalizione di centrosinistra, anche se il segretario Pizza ribadisce che "l'adesione al Governo non è priva di critiche: quel che temiamo è lo schiacciamento sulle posizioni della sinistra radicale". Il congresso apre inoltre la prospettiva di un nuovo Centro, lanciando la proposta di utilizzare il contrassegno della DC come simbolo di una lista unica che raggruppi i partiti centristi e neo-democristiani in occasione delle elezioni europee del 2009.
Lo svolgimento del congresso, tuttavia, viene contestato con diffida extragiudiziale da Angelo Sandri, leader di una DC "parallela". Il tribunale però conferma la precedente sentenza, assegnando alla DC di Pizza il simbolo, confermando i risultati del XX congresso e condannando Sandri al pagamento delle spese processuali.

### Verso la federazione democristiana
Il 30 novembre 2006, il segretario Pizza sottoscrive con altri esponenti dell'area politica di centro un patto per la costituzione di una Federazione Democristiana. Soggetti privilegiati coinvolti in questo progetto sono i Popolari UDEUR di Clemente Mastella e il movimento Rifondazione DC di Publio Fiori, anche se il progetto guarda con interesse al Partito Democratico Cristiano di Gianni Prandini ed all'UDC di Pier Ferdinando Casini.
Pizza, Mastella e Fiori fissano la data del 17 marzo 2007 per la manifestazione costitutiva della federazione.
Intanto, in occasione del varo del disegno di legge del Governo Prodi sui DICO, la DC esprime la sua contrarietà in conformità all'appello della Conferenza Episcopale Italiana ed apre uno scontro con la più rappresentata Democrazia Cristiana per le Autonomie di Gianfranco Rotondi. Pizza scrive una lettera al cardinale Camillo Ruini, presidente della CEI, nella quale ribadisce che la Democrazia Cristiana è quella da lui stesso guidata, in contrapposizione al partito di Rotondi, favorevole al riconoscimento delle unioni di fatto.
Il progetto della ricostituzione di una lista democristiana di centro che raccolga sotto lo scudo crociato buona parte delle espressioni della diaspora democristiana viene portato ugualmente avanti da Pizza.
Nel settembre 2007 entra nel partito il movimento centrista Veneto per il PPE di Giorgio Carollo e Raffaele Grazia (nato da una scissione da Forza Italia), che divengono dirigenti veneti della Dc di Pizza. Successivamente, aderisce anche il segretario regionale uscente dell'UDC del Veneto, Settimo Gottardo.
Sempre nel settembre 2007 il segretario Pizza prende una dura posizione nei confronti degli esperimenti embrionali tenuti nel Regno Unito, nota che invia anche a tutti i Vescovi italiani per ribadire la ferma collocazione della DC all'interno dei principi del Magistero Sociale della Chiesa.
Nell'ottobre 2007 aderisce alla DC la Liga Fronte Veneto di Fabrizio Comencini.

### Politiche 2008 ed europee 2009 col PdL
A gennaio 2008 il partito rompe i legami con L'Unione, dopo aver verificato l'impossibile convergenza ideologica e annuncia di aver aperto un dialogo con Il Popolo della Libertà di Berlusconi, che porterà ad un apparentamento esso in occasione delle elezioni politiche del 2008.
Il partito, dapprima escluso dalle elezioni di aprile dal Tar della Campania, viene riammesso dal Consiglio di Stato. Il segretario Pizza ha chiesto a 15 giorni dalle elezioni il rinvio delle stesse, consentendogli una campagna elettorale come prevista dalla legge (30 giorni), ipotesi non esclusa dal ministro Amato, impraticabile per ragioni costituzionali (vedi art. 61 della Costituzione).
Lo stesso Pizza ha annunciato, in una intervista a Radio 24 del 3 aprile, di non voler chiedere il rinvio delle elezioni, accettando di partecipare alle elezioni con una campagna elettorale di soli dieci giorni da lui stesso quindi definita "di testimonianza": questo per un "senso dello Stato" che, come da lui stesso dichiarato, ha sempre caratterizzato il suo partito. In realtà Pizza fu invitato da Berlusconi, in quel momento favorito nei sondaggi, a desistere dalla prosecuzione della controversia legale; Pizza, dopo la vittoria del centro-destra, sarebbe stato nominato sottosegretario al Ministero dell'Istruzione, Università e Ricerca nel Governo Berlusconi IV.
Il 14 novembre 2008, in una conferenza svoltasi nella sala stampa della Camera dei deputati, Giuseppe Pizza e Francois Sauvadet, ufficializzano il patto di alleanza tra la Democrazia Cristiana ed il Nouveau Centre, partito facente parte della coalizione di maggioranza di Nicolas Sarkozy con 4 ministri nel governo francese, tra cui il Ministro della Difesa Morin. L'obiettivo è quello di creare un coordinamento tra i partiti di centro e di ispirazione democratico-cristiana di tutta l'Europa. La riunione costitutiva si è svolta a Parigi il 19 gennaio 2009. La seconda riunione si è svolta a Praga il 20 marzo 2009 presieduta da Giuseppe Pizza, da Francois Sauvadet e dal ministro ceco Cyril Svoboda. Le riunioni successive hanno avuto luogo a Lisbona e a Roma tra l'aprile ed il maggio 2009.

### Elezioni Regionali e Amministrative del 2010
In vista delle Regionali del 2010 il Coordinatore della Democrazia Cristiana del Centro-Nord Achille Abbiati raggiunse un accordo con il segretario della Democrazia Cristiana - Terzo Polo di Centro Angelo Sandri per presentare liste uniche nelle otto regioni del Centro-Nord Italia.
Il partito si presentò poi in alleanza con il PdL in una lista unica con l'Alleanza di Centro in Piemonte, in Veneto, in Campania e in Puglia.
Alle elezioni provinciali di Cagliari, nell'ambito delle Elezioni amministrative in Italia del 2010, la DC appoggia il candidato presidente Piergiorgio Massidda, senatore del PdL ma presentatosi in alternativa al candidato di partito Giuseppe Farris. In quest'occasione, la Democrazia Cristiana si ritrova alleata con la Lega Nord (presentatasi per la prima volta in Sardegna), la Fiamma Tricolore, il Nuovo MSI, il partito regionalista Fortza Paris e la lista civica Massidda Presidente.

### Elezioni Amministrative del 2011
A Cagliari, in occasione delle elezioni amministrative del 2011, si allea con Futuro e Libertà per l'Italia e con la lista civica Movimento Civico Sardo, sostenendo la candidatura a sindaco di Ignazio Artizzu del FLI.
A Taurianova, invece, la DC si allea con Noi Sud, Alleanza per l'Italia, Alleanza di Centro e la lista civica Forza Taurianova, sostenendo la candidatura a sindaco di Giuseppe Rigoli.

### XXI Congresso Nazionale
In occasione del XXI Congresso Nazionale del partito, che si è tenuto a Roma presso l'Hotel Ergife il 13 e 14 marzo 2010, la leadership è stata riconosciuta ancora una volta a Giuseppe Pizza e ad Aniello Di Vuolo. Fautore di un Congresso unitario, lo stesso Pizza è stato rieletto, per la terza volta consecutiva ed all'unanimità dell'Assemblea Nazionale, Segretario Politico Nazionale della Democrazia Cristiana. Contemporaneamente viene eletto Vice Segretario politico nazionale Aniello Di Vuolo. Preziosa la testimonianza di Iurie Roşca, segretario politico del Partito Popolare Cristiano Democratico della Moldavia (Partidul Popular Creştin Democrat), che, augurando un buon lavoro al rieletto segretario Pizza, ha portato il saluto dei democristiani moldavi all'Assemblea, profilando un gemellaggio tra le due formazioni democratico-cristiane. Viene confermata inoltre l'alleanza programmatica e di Governo con il Popolo della Libertà.

### Nasce la Fondazione "Democratici Cristiani"
In data 15 luglio 2010 la Democrazia Cristiana del sottosegretario Giuseppe Pizza, i Popolari Liberali del sottosegretario Carlo Giovanardi, l'Alleanza di Centro per la Libertà dell'On. Francesco Pionati e la Democrazia Cristiana per le Autonomie del Ministro Gianfranco Rotondi hanno lanciato una fondazione, ribattezzata "Democratici Cristiani", che mira a raccogliere tutti i movimenti d'ispirazione democristiana che si rivedono nel progetto politico del presidente Silvio Berlusconi e del centro-destra, con l'obiettivo di presentare liste comuni già dalle prossime elezioni amministrative della primavera 2011. Hanno dato la propria adesione al nuovo progetto politico anche i parlamentari nazionali Emerenzio Barbieri, Tomaso Zanoletti, Luigi Compagna, Francesco De Luca e il vicesindaco di Roma, Mauro Cutrufo.

### Elezioni politiche 2013
In occasione delle elezioni politiche del 2013 la DC candida tre suoi esponenti alla Camera dei Deputati nelle liste del PdL: il segretario Giuseppe Pizza nella circoscrizione Lazio 2, Antonio Marotta nella circoscrizione Campania 1 e Riccardo Gallo nella circoscrizione Sicilia 1. Di questi tre candidati Marotta e Gallo verranno infine eletti, mentre il segretario Pizza risulterà il primo dei non eletti nella circoscrizione Lazio 2.

### In Forza Italia
Il 23 novembre 2013, il segretario Giuseppe Pizza sostiene l'opportunità di confluire nella rinata Forza Italia di Silvio Berlusconi, alla quale 
si iscrivono Gallo e Marotta.

### Martucci Segretario
Il segretario regionale del Piemonte e commissario della Liguria, Denis Martucci consigliere comunale e capogruppo a Torino contesta la pretesa confluenza del partito in Forza Italia, evidenziando come lo scioglimento o confluenza avrebbe dovuto essere deliberata dall'assemblea totalitaria degli iscritti riunita con le specifiche forme. Preso atto di essere rimasto il dirigente con le maggiori prerogative,  convoca a mezzo Gazzetta Ufficiale il IV congresso nazionale a Torino nel 2015.
Il congresso nomina all'unanimità Martucci Segretario Nazionale. Il 19 gennaio 2018 si è svolto il V congresso nazionale che ha rinnovato la fiducia al Segretario Nazionale incaricandolo di prendere parte alle elezioni politiche. Martucci ribadisce tutti i diritti conferiti dalla sentenza "Manzo" al partito, giudicato definitivo che non può essere rimosso da soggetti estranei al giudizio e che quindi garantisce solo alla Democrazia Cristiana l'utilizzo della denominazione (come anche riconosciuto dal Ministero dell'Interno nel deposito dei contrassegni 2018), mentre l'utilizzo dello Scudocrociato è soggetto alla preminenza dell'UDC quale soggetto presente in Parlamento.

### Elezioni Politiche del 2018
Per la prima volta dal 2006, la Democrazia Cristiana in alleanza con i monarchici di Italia Reale - Stella e Corona presenta la lista "Blocco Nazionale per le Libertà" alle elezioni politiche del 2018 in Lombardia, Lazio, Friuli, Calabria, Molise e Basilicata, raccogliendo 3.628 voti (0,01% a livello nazionale); là dove non è stata presentata la lista, viene data indicazione per la Democrazia Cristiana di Gianni Fontana nella circoscrizione senatoriale Lazio, per Noi con l'Italia - UDC nelle circoscrizioni Piemonte 1 e Piemonte 2 della Camera e per Il Popolo della Famiglia nelle altre circoscrizioni.

## Ideologia
I suoi riferimenti valoriali sono naturalmente riconducibili al cristianesimo democratico e alle figure di don Luigi Sturzo, Alcide De Gasperi, Amintore Fanfani, Mariano Rumor e Flaminio Piccoli.

## Organigramma (fino al 2013)
- Segretario Politico: On. Giuseppe Pizza
- Vice Segretario Politico: Aniello Di Vuolo
- Presidente Onorario: Sen. Giuseppe Alessi (fino alla morte nel 2009)
- Presidente del Consiglio Nazionale: Alessandro Nasti
- Vice Presidente del Consiglio Nazionale: On. Leone Manti
- Segretario Amministrativo: Gino Capponi

### Esponenti della vecchia DC iscritti (fino al 2013)
- On. Giuseppe Pizza (Segretario Politico)
- Sen. Giuseppe Alessi (fino alla morte nel 2009)
- On. Ugo Grippo
- On. Guido Moretti
- On. Francesco Cafarelli
- On. Pier Giorgio Licheri
- Sen. Saverio D'Amelio
- On. Carlo Bernini (deceduto)
- On. Leone Manti
- On. Vincenzo De Michele (deceduto)
- Sen. Francesco Casillo (deceduto)

## Congressi Nazionali
- I Congresso Nazionale - Roma, 5-7 dicembre 2003
- II Congresso Nazionale - Roma, 18-19 novembre 2006
- III Congresso Nazionale - Roma, 13-14 marzo 2010
- IV Congresso Nazionale - Torino 8 febbraio 2015
- V Congresso Nazionale - Torino 19 gennaio 2018

## Risultati elettorali
| Elezione                                                         | Elezione     | Voti                                | %                                   | Seggi |
| ---------------------------------------------------------------- | ------------ | ----------------------------------- | ----------------------------------- | ----- |
| Europee 2004                                                     | Europee 2004 | 78.003                              | 0,24                                | 0     |
| Politiche 2006                                                   | Camera       | 73.751                              | 0,193                               | 0     |
| Politiche 2006                                                   | Senato       | 72.139                              | 0,211                               | 1     |
| Politiche 2013                                                   | Camera       | Nel Popolo della Libertà            | Nel Popolo della Libertà            | 2     |
| Politiche 2018                                                   | Camera       | Nel Blocco Nazionale per le libertà | Nel Blocco Nazionale per le libertà | 0     |
| Circoscrizioni: Lombardia 3, Lazio 1, Molise, Basilicata, Friuli |              |                                     |                                     |       |
| 1. 2.                                                            |              |                                     |                                     |       |